# Benoît Lempereur
Benoît Lempereur, né le 8 décembre 1747 à Viesly (Flandre française) et exécuté le 25 octobre 1797 à Douai (Nord), est un moine et prêtre bénédictin français, connu pour sa vigoureuse opposition à la Révolution française. Refusant de prêter le serment de haine à la royauté, il est condamné à mort et fusillé.

## Biographie

### Une vie religieuse menacée
Nicolas-Joseph Lempereur naît le 8 décembre 1747 à Viesly, en Flandre française. Il étudie au Cateau chez les jésuites, puis entre à l'abbaye de Maroilles, où il prend le nom de Benoît. Il en devient sous-prieur en 1781 puis prieur en 1786. 
Le 1er janvier 1789, la convocation des États généraux est annoncée. Les moines font alors l'objet de revendications de la part de députés du Tiers-État. Le 31 mars, dom Lempereur prend l'initiative de convoquer tous les abbés du Hainaut et du Cambrésis à Valenciennes dans l'objectif de préparer une série de remontrances : « nous tâcherons de simplifier nos demandes en les réduisant à la liberté et à la conservation inviolable de nos propriétés, à l'entière observation de nos capitulations sur ces deux objets ».

### La «bête noire de Maroilles»

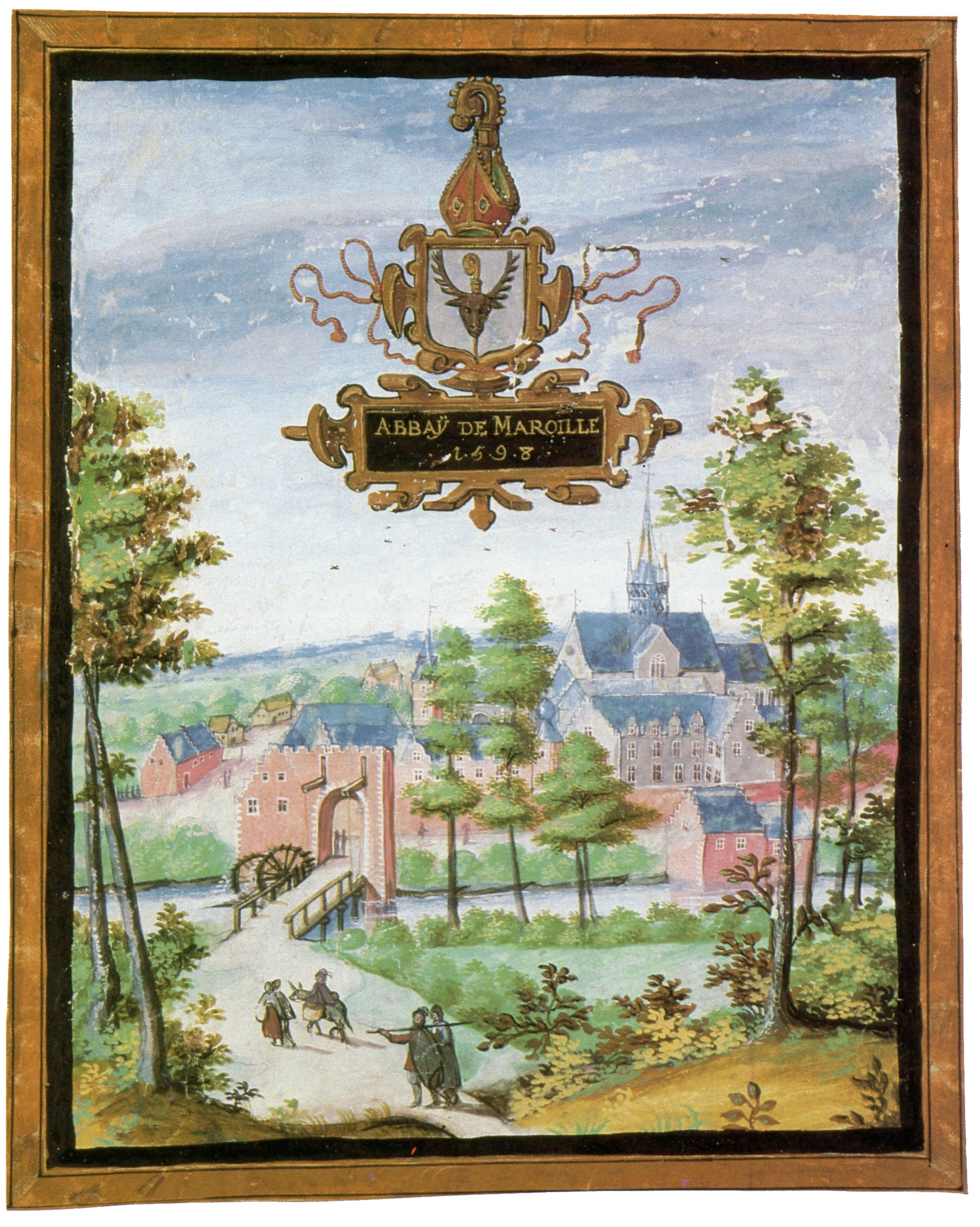
L'abbaye de Maroilles en 1598 (albums de Croÿ).

En 1789, le frère Benoît s'élève vigoureusement contre la suppression de la dîme et la saisie des biens de l'Église. Disposant d'une imprimerie, il publie une brochure intitulée La religion vengée. Il y réfute les accusations portées contre les moines, condamne l'expulsion des jésuites et défend la possibilité pour les moines de participer à l'enseignement. 
Sous son influence, l'abbaye de Maroilles élève la protestation la plus solennelle contre le décret du 20 mars 1790. Assemblés en chapitre à l'arrivée des commissaires, les moines rappellent l'inviolabilité absolue de leur profession religieuse. 
Le 23 mai 1791, les moines sont forcés d'abandonner leur vie en communauté et Dom Lempereur se retire chez ses parents, à Viesly. Toutefois, dès le 3 août, il réussit à se faire accepter, ainsi que sa communauté, au sein de l'abbaye de Vicoigne, dont il devient l'économe. Le 1er septembre 1792, l'abbaye de Vicoigne est elle-aussi fermée, par la municipalité de Raismes sur ordre de l'Assemblée nationale. Dom Benoît rejoint de nouveau sa maison natale. Il y célèbre la messe clandestinement, en présence de sa famille et de quelques amis qui refusent d'assister à l'office du curé constitutionnel Joseph Saniez. Proche de Mgr de Rohan, celui-ci lui offre par commission spéciale les pouvoirs les plus étendus pour exercer son ministère. 
Les lois du 30 mai et du 3 juillet 1795 rendant une certaine liberté au culte catholique, les habitants de Viesly demandent que leur église soit rouverte et d'avoir pour curé dom Lempereur. La requête est acceptée par le district de Cambrai et il est officiellement reconnu ministre du culte. Très actif, son activité inquiète le commissaire du Cateau et celui du directoire exécutif près l'administration du département du Nord qui le surnomment « la bête noire de Maroilles ». 

### Arrestation et martyre
Dès le 24 septembre, le commissaire du Cateau ordonne à tous les ecclésiastiques de prêter le serment « de haine à la royauté et à l'anarchie », conformément à la loi du 5 septembre 1797. Dom Lempereur refuse. On lui interdit dès lors d'exercer son ministère. Le 7 octobre suivant, il est arrêté par deux gendarmes dans la maison de son beau-frère, Toussaint Delbar. Il est d'abord conduit à Cambrai, puis à Douai dans la maison d'arrêt des Écossais. Le 24 octobre, il est envoyé à la maison de justice près le tribunal criminel du département. Le lendemain, il comparaît devant la commission militaire qui le condamne à mort. Il est fusillé le même jour, « ennemi de la Révolution jusqu'à son dernier souffle ».